# Lawrence Quaye
Lawrence Awuley Quaye (Accra, 22 agosto 1984) è un ex calciatore ghanese naturalizzato qatariota, di ruolo difensore.
Da quando possiede il passaporto qatariota si fa chiamare Anas Mobarak.